# Шишков, Николай Петрович
Николай Петрович Шишков (1793—1869) — русский деятель сельского хозяйства, один из первых сахаропромышленников.

## Биография

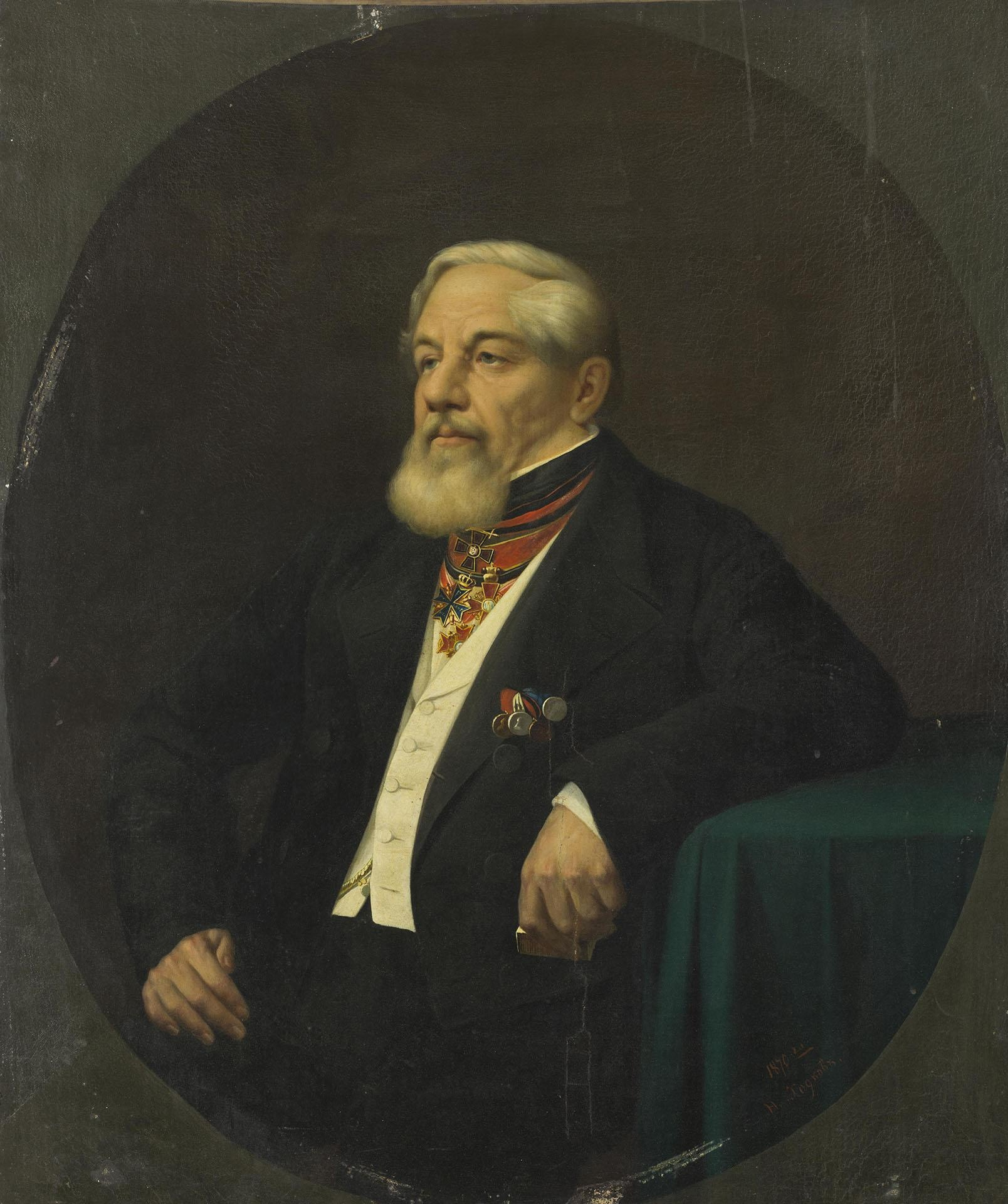
Портрет работы Н. Ходкова, 1870 г. (ГЭ)

Происходил из дворянского рода Шишковых: его отец — Пётр Герасимович Шишков, родной племянник известного государственного деятеля А. С. Шишкова, в 1795—1803 годах Богородицкий предводитель дворянства; мать — Елизавета Андреевна, дочь одного из основателей агрономии и помологии в России А. Т Болотова.

### Военная карьера
Первоначальное воспитание получил в Московском университетском благородном пансионате, затем окончил курс в Московском университете.
С 1 мая 1808 года — юнкер в кавалергардском полку, 23 января 1809 года получил звание корнета и был переведён в Малороссийский кирасирский полк. С 11 мая 1811 года — в офицерском звании активно участвовал в отечественной войне 1812 года; в Бородинской битве, упав с убитой лошади, повредил себе ногу и вылечившись только в январе 1813 года, вернулся в армию — прибыл в польский город Калиш, там находилась Императорская главная квартира, и благодаря рекомендациям генерала П. П Коновницына был оставлен здесь при Кутузове, которым приходился дальним родственником.
Шишков участвовал во многих сражениях войны шестой коалиции: битвах при Дрездене, при Лейпциге, в осадах крепостей, при взятии Парижа; был награждён — за Бородино 21 октября 1812 года орденом Св. Владимира с бантом; за Лейпциг 20 февраля 1814 года золотой шпагой с надписью «за храбрость» и в мае 1814 года прусским орденом «Pour le Mérite».
В мае 1814 года он был назначен дивизионным адъютантом при генерале И. М Дука и переведён в Каргопольский 5-й драгунский полк, 26 сентября произведён в штабс-ротмистры.
В начале января 1817 года Шишков оставил военную службу и занялся сельским хозяйством, поселившись в деревне. Однако 1 января 1822 года он вновь поступил на службу по ведомству министерства народного просвещения — почётным смотрителем Данковского уездного училища; 26 июня 1847 года вышел в отставку с чином коллежского советника.
В 1829 году он ознакомился со статьей в земледельческом журнале, автором которой был И. А Мальцев, один из создателей свеклосахарного производства в России. Шишков в компании с несколькими помещиками открыл в селе Спешнево-Подлесное свеклосахарный завод. Об устройстве завода он доложил в Московском обществе сельского хозяйства, и 20 мая 1832 года был выбран в его действительные члены. В 1833 году он сделал в обществе доклад по поводу изобретения Давыдова — о производстве «сахара из свекловицы путём холодной вымочки» и был выбран в первом же, после открытия «Комитета сахароваров», заседании 12 января 1834 года в его председатели и оставаясь таковым почти вплоть до закрытия комитета в конце 1850-х годов, принимал в его жизни самое деятельное участие. Он напечатал в трудах комитета много статей по сахароварению; Шишковым читались доклады о состоянии свеклосахарной промышленности; он составлял задачи и программы по выяснению проблем этой отрасли сельского хозяйства. В 1837 году Шишковым по поручению комитета, был составлен полный обзор техники свеклосахарного производства, в 1841 году Шишковым был написан и издан труд «Опыт учета работ при свеклосахарном производстве».
Завод Шишкова очень скоро стал образцовым и стал практической школой сахароварения; помимо использования на заводе новейшей техники, Шишков внедрил на нём ряд своих изобретений, самое известное из которых —  «способ горячей вымочки свекловицы», ставшее известным не только в России но из границей. Он также изобрёл ряд сельскохозяйственных орудий для других отраслей сельского хозяйства.
В 1847 году Шишков создал общество сельского хозяйства в городе Лебедянь и был его президентом вплоть до его закрытия в 1865 году.
Н. П. Шишков получал благодарности от правительства, медали, дипломы, а в 1858 году — бриллиантовый перстень от Александра II.
Умер в Москве 17 (29) марта 1869 года после продолжительной и тяжелой болезни; был похоронен в селе Спешнево-Подлесное.

## Награды
- Орден Святого Владимира 4-й степени с бантом (19 декабря 1812)[2]
- Золотое оружие «За храбрость» (22 января 1815)[3]
- Орден «Pour le Mérite» (Королевство Пруссия)
- Бриллиантовый перстень от Александра II
- Орден Святой Анны с императорской короной (1861)
- Золотая медаль «За труды по освобождению крестьян» (1861)